# Király Dezső (humorista)
Király Dezső, 1915-ig Kaufmann (Budapest, 1896. február 5. – Budapest, Józsefváros, 1966. június 11.) újságíró, szerkesztő, író, humorista.

## Életútja
Kaufmann Lajos és Anständig Zsófia (1868–1952) gyermekeként született. Anyai nagyszülei Anständig Lázár zenész és Gichner Netti (1835–1890) voltak. Budapesten tette le az érettségit, ezt követően elvégezte a Kereskedelmi Akadémiát. Eleinte családja üzletében vállalt munkát, később a Kaufmann Lajos női konfekció RT ügyvezető igazgatója lett. Dolgozott Az Est-lapok, a Sporthírlap, Az Újság számára, valamint 1920 és 1939 között számos külföldi sportlap magyarországi tudósítója volt. 1924-ben a párizsi olimpiai játékokról tudósított. 1945 és 1949 között a Szabad Száj című szatirikus hetilap szerkesztője. Állandó szerzője volt a Pódium Kabarénak és a Vidám Varietének (1945), a Sörkabarénak, illetve a Fővárosi Operettszínháznak (1946), a Magyar Színház varietéműsorainak (1947), a Kamara Varietének (1950), a Kisvarietének (1951-től), a Budapest Varietének (1959) és a Vidám Színpadnak (1963–1964). 1957 és 1966 között a Füles alapító munkatársa.
Első humoreszkjét 1915-ben publikálta. Írt kuplékat Salamon Bélának, Mezey Máriának, dalszövegeket Neményi Lilinek és kabaréjeleneteket Latabár Árpádnak  (1903–1961). Ez van… c., a Vidám Színpadon előadott sorozata könyv formájában is napvilágot látott. Megalkotója volt a BETEG-nek (Bürokrácia Ellenes Tevékenységet Ellenőrző Gárda), a Népszavában állandó heti rovatot vezetett Ez van… címmel. Halála előtt két nappal megírta saját nekrológját, ezzel búcsúzott az olvasóktól Ez volt címmel. Humoreszkjeit főként a Ludas Matyi közölte, jeleneteit rendszeresen műsorra tűzte a rádiókabaré. Írásait túlnyomó részt Rex álnéven közölte.
1936. december 23-án Budapesten házasságot kötött Halápi Oszkár és Steinitz Olga lányával, Eleonórával. 1944-ben elváltak.

## Főbb művei
(A Humorlexikon műveit keveri Király Dezső (1900–1951) testnevelő tanár műveivel)

### Írásai
- Brandy kapitány meg a többiek… Antológia. Sajtó alá rend. Lőrincz Mária. (Budapest, 1947)
- A Szabad Száj vidám naptára az 1948. évi szökő évre. Szerk. (Budapest, 1948)
- Tom Sawyer közbelép. Vígjáték. Mark Twain regényéből színpadra írta Orbók Attilával. 3 táblával. (Színjátszók Kiskönyvtára. 21. Budapest, 1961)
- Tréfán belül… Vidám jelenetek, tréfák, monológok. (Budapest, 1963)
- Ez van… Humoreszkek. Ill. Kassovitz Félix. (Színjátszók Kiskönyvtára. 45. Budapest, 1965)
- Az igazi. Zenés vígjáték. Írta K. D., zeneszerző Vécsey Ernő. (Zenés színpad. 5. Budapest, 1965)

### Kabaréjelenetei
- Marslakó. (1945)
- A miniszter úr autója. (1945)
- Vihar a T. Házban. (1946)
- Van-e élet a Földön? (1946)
- Helyet a nőknek! (1946)
- Harun al Rasid. (1946)
- Tisztogatás a Kisgazdapártban. (1947)
- Akinek nem inge. (1950)
- A cédulás ember. (1951)
- Görbe tükör. (1952)
- Le az álarccal! (1955)
- Rikkancsnál. (1957)
- A legnagyobb csoda. (1958)
- Idegenforgalom Budapesten. (1962)
- Gyerünk falura! (1964).

### TV
- Erről, arról, amarról (1960)
- Salamon-est (1960)
- Örök rangadó (1961)
- A falon kívül (1962)
- Király Dezső-est. (1963).

### Rádió
- Király Dezső szerzői estje: Barátságos arcot kérek! (1961)
- Ismeretlen ismerősök: Király Dezső (1983).